# Steve Martin
Stephen Glenn Martin (ur. 14 sierpnia 1945 w Waco) – amerykański aktor filmowy i telewizyjny, komik, scenarzysta, producent filmowy i piosenkarz.
Laureat Oscara za całokształt twórczości. Laureat Emmy i kilku nagród Grammy. Wraz z Alekiem Baldwinem prowadził 82. ceremonię rozdania Oscarów.

## Życiorys

### Wczesne lata
Urodził się w Waco w stanie Teksas jako syn Mary Lee (z domu Stewart; 1913–2002) i Glenna Vernona Martina (1914–1997), sprzedawcy nieruchomości i początkującego aktora. Jego rodzina była pochodzenia angielskiego. Wychowywał się z siostrą Melindą w Inglewood i później w Garden Grove, gdzie była cheerleaderką w Garden Grove High School.
Jego pierwszą pracą przez trzy lata (1955-58) była sprzedaż przewodników w weekendy i podczas wakacji w Disneylandzie. W 1960 roku opanował kilka sztuczek i w sierpniu w wieku 15 lat dorabiał jako iluzjonista w sklepie Merlin Magic Shop w Fantasylandzie. Udoskonalił swoje umiejętności jako magik, żongler i tworzył balonowe zwierzęta.
Po ukończeniu szkoły średniej, uczęszczał na zajęcia dramatu i poezji angielskiej na Santa Ana College. W wolnym czasie, przyłączył się do trupy komediowej w Knott’s Berry Farm. Później związał się z początkującą aktorką Stormie Sherk i podjął studia na wydziale filozofii w California State University w Long Beach, gdzie odnalazł swoją pasję do komedii.

### Kariera
W 1967 wspólnie z Johnem Denverem opracował swój program wyprodukowany dla telewizji Simple Simon Off to See the Wizard, a w latach 1968–69 gościł w programie CBS The Smothers Brothers Comedy Hour. Przez niektórych został określony jako następca Jerry’ego Lewisa. Jednak wkrótce stało się jasne, że jego styl był zupełnie inny jak w programie The Ray Stevens Show (1970) i Sonny and Cher: The Comedy Hour (1972-73) z Cher i Sonny Bono, gdzie też napisał większość tekstów. Występował niekiedy pod pseudonimem Pig Eye Jackson, w tym w komedii muzycznej Carla Reinera Szajbus (The Jerk, 1979) z Bernadette Peters. Największą popularność przyniósł mu program The Tonight Show Starring Johnny Carson (1972-92).
W 1977 zagrał w filmie krótkometrażowym Nieobecny pogląd kelnera (The Absent-Minded Waiter), który był nominowany do Oscara. W komedii muzycznej Klub samotnych serc sierżanta Pieprza (Sgt. Pepper’s Lonely Hearts Club Band, 1978) pojawił się jako dr Maxwell Edison. Był bezczelnym kelnerem w filmie familijnym Jima Hensona i Franka Oza Wielka wyprawa muppetów (The Muppet Movie, 1979). Stał się już znany z częstych występów w Saturday Night Live.
Nieprzerwanie w latach 80. grał w filmach, w tym Umarli nie potrzebują pledu (Dead Men Don’t Wear Plaid, 1982) jako Rigby Reardon z Rachel Ward czy Człowiek z dwoma mózgami (The Man with Two Brains, 1983). Za rolę Rogera Cobba, prawnika, w którego ciało przez przypadek wnika dusza ekscentrycznej milionerki (Lily Tomlin) w komedii Dwoje we mnie (All of Me, 1984) otrzymał nagrodę dla najlepszego aktora w 1984 roku od Stowarzyszenia Krytyków Nowego Jorku. Trzy lata później, krytycy Los Angeles przyznali mu nagrodę za postać długonosego C.D. (Charliego) Balesa w komedii romantycznej Roxanne (1987), humorystycznej uwspółcześnionej wersji sztuki Edmonda Rostanda Cyrano de Bergerac w reżyserii Freda Schepisi z Daryl Hannah.
W 1988 roku zadebiutował na Broadwayu w przedstawieniu Samuela Becketta Czekając na Godota w reżyserii Mike’a Nicholsa u boku Robina Williamsa i F. Murraya Abrahama, co okazało się porażką. Powrócił na kinowy ekran w komedii romantycznej Micka Jacksona Historia z Los Angeles (L.A. Story, 1991) i komediodramacie Lawrence’a Kasdana Wielki Kanion (Grand Canyon, 1991).

## Życie prywatne
20 listopada 1986 poślubił Victorię Tennant, najbardziej znaną z roli Pameli Tudsbury w miniserialu ABC Wichry wojny i Wojna i pamięć. Jednak w 1994 doszło do rozwodu. Spotykał się z aktorką Bernadette Peters, Heleną Bonham Carter i Anne Heche, późniejszą partnerką Ellen DeGeneres. 28 lipca 2007 roku ożenił się z Anne Stringfield.

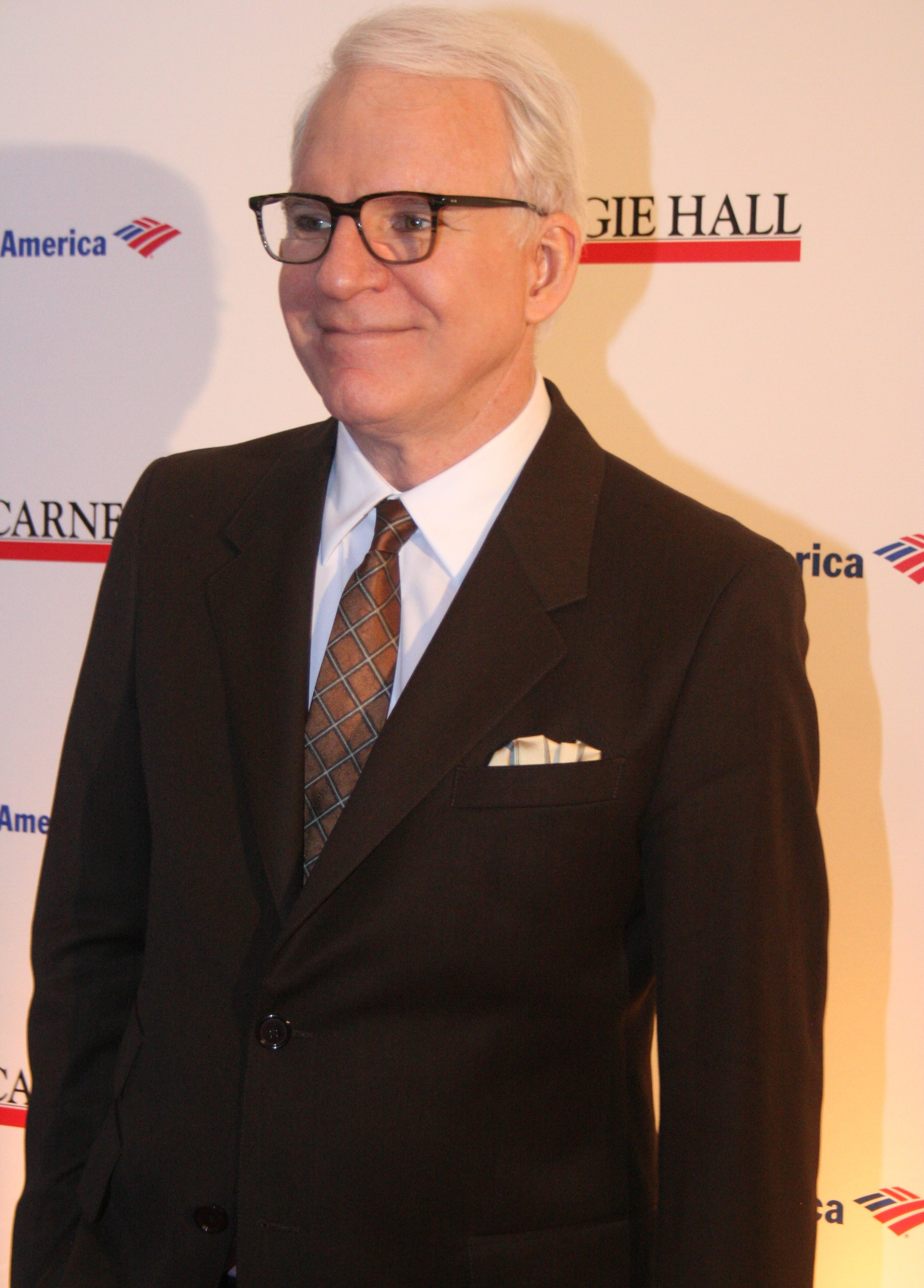
Steve Martin w 2011

## Filmografia
- 1978: Klub samotnych serc sierżanta Pieprza (Sgt. Pepper’s Lonely Hearts Club Band)
- 1979: Wielka wyprawa muppetów (The Muppet Movie) jako bezczelny kelner
- 1982: Umarli nie potrzebują pledu (Dead Men Don’t Wear Plaid) jako Rigby Reardon
- 1983 Człowiek z dwoma mózgami (The Man with Two Brains) jako dr Michael Hfuhruhurr
- 1984: Samotny facet (The Lonely Guy) jako Larry Hubbard
- 1984: Dwoje we mnie (All of Me) jako Roger Cobb
- 1986: Trzej amigos (Three Amigos!) jako Lucky Day
- 1987: Roxanne jako C.D. (Charlie) Bales
- 1987 Samoloty, pociągi i samochody (Planes, Trains and Automobiles) jako Neal Page
- 1988: Parszywe dranie (Dirty Rotten Scoundrels) jako Freddy Benson
- 1989: Spokojnie, tatuśku (Parenthood) jako Gil Buckman
- 1990: Moje błękitne niebo (My Blue Heaven) jako Vincent 'Vinnie' Antonelli
- 1990: Historia z Los Angeles (LA Story) jako Harris K. Telemacher
- 1991: Ojciec panny młodej (Father of the Bride) jako George Banks
- 1991: Wielki Kanion (Grand Canyon) jako Davis
- 1992: Cudotwórca (Leap of Faith) jako Jonas Nightingale
- 1992: Dzika lokatorka (HouseSitter) jako Newton Davis
- 1994: Wariackie święta (Mixed Nuts) jako Philip
- 1995: Ojciec panny młodej II (Father of the Bride Part II) jako George Banks
- 1996: Sierżant Bilko (Sgt. Bilko) jako sierżant Ernest G. Bilko
- 1999 Wielka heca Bowfingera (Bowfinger) jako Bobby Bowfinger
- 1999: Nowi miastowi (The Out-of-Towners) jako Henry Clark
- 2001: Nowokaina (Novocaine) jako Frank Sangster
- 2003: Wszystko się wali (Bringing Down the House) jako Peter Sanderson
- 2003: Looney Tunes znowu w akcji (Looney Tunes back in action) jako prezes ACME
- 2003: Fałszywa dwunastka (Cheaper by the Dozen) jako Tom Baker
- 2005 Troje do pary (Shopgirl) jako Ray Porter
- 2005: Fałszywa dwunastka II (Cheaper by the Dozen 2) jako Tom Baker
- 2006 Różowa Pantera (The Pink Panther) jako Inspektor Clouseau
- 2009: Różowa Pantera 2 jako Inspektor Clouseau
- 2009 To skomplikowane (It’s Complicated) jako Adam Schaffer
- 2011: Wielki rok jako Stu Preissler
- 2015: Kochajmy się od święta jako Rags (głos)
- 2015: Dom jako Smek (głos)
- 2016: Najdłuższy marsz Billy’ego Lynna jako Norm
- od 2021: Zbrodnie po sąsiedzku (Only Murders in the Building) jako Charles-Haden Savage[12]
- 2022: Ojciec panny młodej (Father of the Bride Part 3(ish)) jako George Banks